# Шолудивник Гакетта
{{#ifeq:0|0|{{#if:|{{#if:Pedicularishacquetii|[[]}}|}}}}
Шолудивник Гакетта, або шолудивник карпатський (Pedicularis hacquetii) — багаторічна рослина, анемохор, ентомофіл, напівпаразит. Представник роду шолудивник (Pedicularis), родини вовчкових (Orobanchaceae). Південно-середньоєвропейський високогірний (субальпійсько-альпійський) вид.

## Назва
Уже з XVI століття деякі ботаніки для видів цього роду застосовували назву pedicularis або ж pedicularia, що походить від латинського слова pediculus — воша. За однією з версій, траву рослини Pedicularis herba використовували для лікування вошивості, за іншою — назва підкреслювала суцільне покриття рослини опушенням.
Видова назва — на честь французького ботаніка Б. Гекетта, професора природознавства у Любляні (Словенія), а пізніше у Львові, який вивчав флору Південно-Східних Альп, Карпат і Поділля.
До роду Pedicularis L. належить близько 600 видів, усі вони за біологічними особливостями є напівпаразитами. Вважають, що центром формування цього виду був регіон Південної Азії — Китаю. У гори Середньої Європи рослина потрапила під час наступу плейстоценових зледенінь.

## Поширення та екологія
Досить зрідка зростає в субальпійському поясі, на луках, по скелях і кам'янистих місцях, інколи сягає альпійського поясу й знижується до післялісових лук.
Вид поширений у Карпатах (від Баб'ї Гури (Польща) до Південних Карпат у Румунії), Південно-Східні Альпи, Центральні Апеніни, у горах Середньої Європи зростає до висоти 2500 м.
В Українських Карпатах зростає на хребтах Свидовець, Чорногора (спорадично, проте групами — Петрос, Говерла, Ґаджина та інші місця), Гринявські, Чивчинські гори, зрідка у Закарпатському передгір'ї.

## Морфологія
Трав′яниста рослина 30-50 см заввишки, іноді до 100 см, стебло просте, з перистими м′якими листками (частки двоперисті розсічені), прикориневі листки великі, довгочерешкові, стеблові зменшені, верхні біля основи черешкові, зубці листків із дуже короткими вістрями.
Віночок 22-25 мм завдовжки, блідо-рожевий, з трубочкою, удвічі довшою від чашечки, усередині опушений, верхня губа майже пряма, раптово округлена і затуплена, гола, по краю війчаста. Нитки тичинок у середині бородаті.
Квіти у багатоквіткових стиснутих кінцевих суцвіттях, іноді внизу перерваних. Чашечка дзвоникоподбіна, спереду двороздільна, коротко-три-п′ятизубчаста, з опушиними зубцями. Цвіте у липні-серпні.

## Охорона
Запропонований до Червоної книги Українських Карпат. Зростає на території Карпатського національного парку, Чорногірський і Мармароський масиви Карпатського біосферного заповідника. Під охороною у Польщі і Словаччині.

## Синоніми
- Pedicularis carpatica (Andrae) Simonk
- Pedicularis exaltata auct. non Besser
- Pedicularis foliosa auct. non Wahlenb.
- Pedicularis hacquetii K.Koch.